# Bénédicte Nardou
Bénédicte Nardou-Pradayrol (ur. 10 lutego 1970) – francuska judoczka. Startowała w Pucharze Świata w latach 1990, 1991, 1993  i 1995-1997. Mistrzyni Europy w drużynie w 1993 i druga w 1994. Wicemistrzyni Francji w 1996 roku.